# 顧小培
顧小培（英語：Ku Siu Pui），香港生物科技研究員，保健食品商人。

## 簡歷
顧小培在1974年美國華盛頓州立大學攻讀細菌學，取得學士、碩士學位。1978年至1982年於紐約州立大學從事免疫研究，獲頒博士學位。1982年，他任職羅氏藥廠高級科學家，1985年轉到陶氏化工旗下的Merrell Dow藥廠研究免疫新藥。1993年，他又去福泰製藥研究生物科技，2003年開始在《信報財經新聞》撰寫專欄《康和健》，內容有關免疫反應等健康相關知識，也於《信報財經月刊》撰寫專欄《醫藥新知》；2008年回香港居住，開設保健食品店。 2021年起關於抗癌保健品的數據及新冠疫苗錯誤影片多次受到不同學者非議，被傳媒指「偽科學」，疫苖的Youtube片因錯誤資訊而被刪除，明報引述香港政府食物衛生局指出隨意發放未經核實資料無助抗疫。

## 研究和成就
於Merrell Dow藥廠研究其間發現了低密度脂肪蛋白弔起血管硬化的原因，提出細胞素理論及發現抗氧化劑的消炎作用。
於Vertex Pharmaceuticals做生物科技研究其間，研究範圍由白介素至各種激酶，涉及的疾病遍及中風、糖尿病、癌症、肝硬化、肺病、關節炎等。曾獲十六項專利，有數十篇研究論文刊於專業學報。
近年對中藥產生興趣，多次與北京中醫研究院、北京西苑醫院作專門學術交流。

## 爭議

### 新冠疫苖功效爭議
2020年12月17日，顧小培於〈灼見名家〉發表短片質疑2019冠状病毒病疫苗的功效。例如他說接種 mRNA 疫苗後產生的 IgG 抗體只存在在血液內而非肺內，所以不能令接種者抵禦新冠肺炎感染；又提出進食他有售賣的保健產品（洋蔥素與綠茶素）可預防新冠肺炎, 顧小培指這些產品連鎖店都有。事後香港大學醫學院微生物學系助理教授薛達（Prof Siddharth Sridhar）等學者認為顧小培發佈的訊息誤導大眾，屬「偽科學」，部份資料更是「大錯特錯、完完全全沒有理論和事實根據。亦有傳媒對顧小培推介的以洋蔥素與綠茶素預防COVID-19等言论作出事實調查，發現未有研究能佐證洋蔥素與綠茶素對預防或改善COVID-19病情有效。 另外，顧小培指控COVID-19疫苗可導致肝腎纖維化的影片，已被YouTube以內容不當及違反使用條款為理由下架。

### 「治癌四小寶」爭議
顧小培於尖東店舖的癌症病人講座中，常以大量初期研究報告支持其「化療有害」、「四小寶能打死癌細胞」的主張。但研究報告的原作者袁寶榮教授亦認為顧的說法斷章取義、有誤導成份，例如癌細胞擴散並非由化療引起，而且研究仍停留在細胞和老鼠實驗上，未作臨床研究。顧小培曾引述美國威斯康辛大學食物科學系助理教授Bradley Bolling的研究，指癌症病人應戒口果仁，因果仁含白藜蘆醇，會激活與癌症有關的蛋白質β-catenin。但原作者 Bradley Bolling 指白藜蘆醇是可「抑制」而非「激活」β-catenin，對癌症和健康有益，意見和顧小培相反。另外，港大臨床腫瘤學系臨床助理教授蘇子謙指所謂「四小寶」有部份成份或與化療藥產生相互作用，影響藥效。

### 「健康食品」成份問題
2021年3月13日，《蘋果日報》委託大學化驗顧小培出品的「健康食品」，當中包括綠茶素和芹菜素，發現聲稱「純度達98%」的綠茶素純度只有約60%，而顧的「芹菜素」中更完全測試找不到任何芹菜素成份。顧小培回答記者查詢時，指「藥丸」是經香港中文大學購入並在購入前分析過；但中大回覆指中大及轄下的香港生物科技研究院有限公司（生科院），並沒為相關瓶裝健康食品提供過生產或分析服務。。

### 新冠疫苖對Omicron變種病毒功效爭議
2022年2月17日，顧小培再次於〈灼見名家〉發表短片，質疑疫苗對嚴重急性呼吸道症候群冠狀病毒2型Omicron變異株的效用，並指保健產品（洋蔥素與綠茶素）可抑制病毒酵素。

## 著作
- 2008年，《持營保泰》天窗出版。
- 2008年，《吃出生機》天窗出版。
- 2008年，《益果良蔬》天窗出版。
- 2008年，《食療有方》天窗出版。

## 資料來源
1. ↑  . Oh! 爸媽. 2018-03-27  [2019-02-16]. （原始内容存档于2019-11-22）.
2. ↑  . 明報新聞網. 2018-08-23  [2019-02-16]. （原始内容存档于2019-02-18）.
3. ↑  George Ku. . George Ku's scientific research.
4. ↑  YouTube上的"顧小培博士：了解新冠肺炎高危因素 疫苖是否一定有效？如何評估接種風險？"
5. ↑  . 眾新聞. 2021-01-03  [2021-01-03]. （原始内容存档于2021-01-23）.
6. ↑  . 眾新聞.   [2021-01-03]. （原始内容存档于2021-01-25）.
7. ↑  . 立場新聞. 2021-01-04  [2021-01-06]. （原始内容存档于2021-01-16）.
8. ↑  . 立場新聞. 2021-01-04  [2021-01-06]. （原始内容存档于2021-01-10）.
9. ↑  . Sing Tao Daily 星島日報加拿大. 2021-01-03  [2021-05-11] （中文（臺灣））.
10. ↑  朱海棋. . 香港01. 2021-01-04  [2021-05-11]. （原始内容存档于2021-08-01） （中文（香港））.
11. ↑  . 蘋果日報. 2021-01-09  [2021-03-13]. （原始内容存档于2021-01-09）.
12. ↑  . 蘋果日報. 2021-03-13  [2021-03-13]. （原始内容存档于2021-03-13）.
13. ↑  YouTube上的"【字幕】顧小培博士：疫情大爆發防不勝防 有什麼辦法可以做好自我保護及治療？《抗疫專輯》（2022-02-17）"

## 外部連結
- 顧小培的Facebook專頁
- 個人博客（页面存档备份，存于）
- 顧小培-- LifeStyle Journal 優雅生活（页面存档备份，存于）
- 顧小培, Author at 灼見名家（页面存档备份，存于）